# Zas
Zas – gmina w Hiszpanii, w prowincji A Coruña, w Galicji, o powierzchni 133,29 km². W 2011 roku gmina liczyła 5109 mieszkańców.